# João Cleofas Martins
João Cleofas Martins, também conhecido como Djunga Fotógrafo (28 de agosto de 1901 — 27 de agosto de 1970) foi um escritor e fotógrafo cabo-verdiano.

## Trabalho
Começou a trabalhar na Western Telegraph Company e, em 1928 partiu para Lisboa e especializou-se em fotografia. Em 1931, ele fundou a 'Foto Progresso', no Mindelo.
Também dedicou toda a sua vida ao lar de crianças ao velho Albergue do S. Vicente (hoje ' Lar de Nhô Djunga '). Fazia também crónicas à Rádio Barlavento, com Sérgio Frusoni.

## Peça de teatro
- Vai-te treinando desde já